# A (yate de vela)

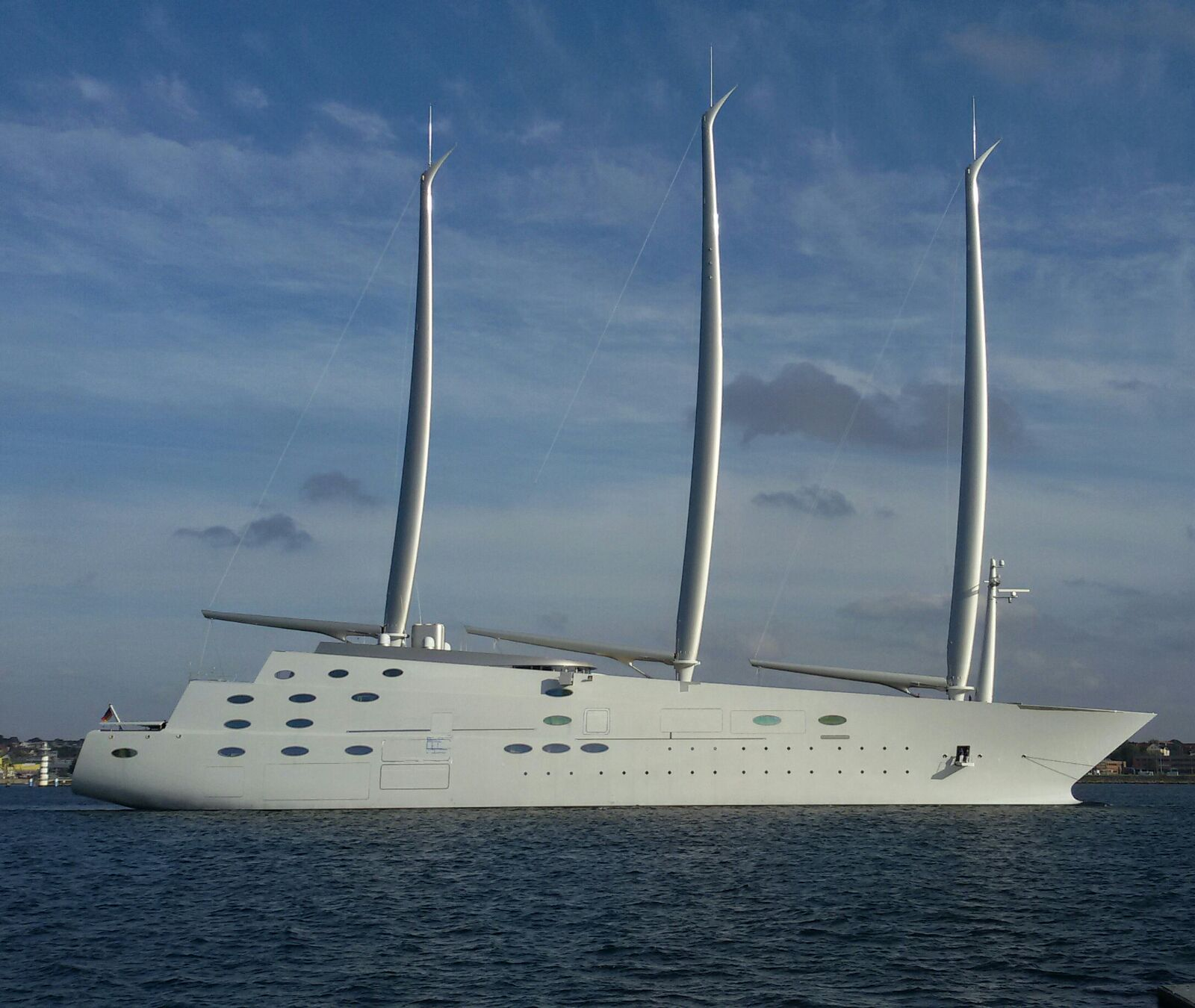
El A haciendo pruebas de mar en la ría de Kiel.

Sailing Yacht 'A' es un yate a motor asistido de vela construido en Kiel (Alemania) por Nobiskrug para el empresario ruso Andrey Melnichenko. Su propulsión consiste en un motor híbrido de velocidad variable con dos propulsores de eje lineal controlables y está asistido a vela por un aparejo de tres mástiles. El diseño exterior es una colaboración entre Doelker + Voges y Philippe Starck, mientras su interiorismo es obra de Philippe Starck. Los mástiles giratorios de fibra de carbono autoportantes fueron fabricados por Magma Structures en Trafalgar Wharf (Portsmouth); los enrolladores de la botavara los hizo Future Fibres (Valencia). El casco tiene un puesto de observación bajo el agua, con un cristal de 30 cm de grosor. Con 142,81 m de eslora, es uno de los mayores yates de vela jamás construidos. Se entregó a su propietario el 4 de mayo de 2017 por el equipo de proyecto liderado por Dirk Kloosterman, que había completado sus últimas pruebas de mar en el astillero de Navantia en Cartagena y en Gibraltar.
- Lugar de construcción: Instalaciones Howaldtswerke-Deutsche Werft's de aguas profundas en Kiel
- Constructor: Nobiskrug[5]
- Diseño: Philippe Starck, Doelker & Voges y Dykstra & Partners
- Arquitectura naval: Dykstra & Partners
- Motor Diesel: 2 MTU 20V 4000 ML73 3, 600 kW motores de eje lineal
- Motor Eléctrico: 4 1050 - 2050rpm 2800 kW
- Propulsión: Tornillo doble de doble eje Andritz Hydro / Escher Wyss de 5 agujas[6]